# Фихтнер, Кристи
Кристиан Крейн "Кристи" Фихтнер (англ. Christiane Crane "Christy" Fichtner; род. 28 октября 1962 года) — американская актриса

, модель и фотомодель; и победительница Мисс США 1986 и Первая Вице Мисс Мисс Вселенная 1986. В 2003 году, участвовала в реалити-шоу Who Wants to Marry My Dad?.

## Биография
Родилась в семье Мистера и Миссис Клифтон Уэйлс Фихтнер, Посещала Greenwich High School в Гринвич и встречалась со Стивом Янгом в средней и старшей школы. Они разошлись и она переехала в Даллас, была зачислена в Южный методистский университет.

## Мисс США
Получила титулы Мисс Техас и Мисс США 1986, став второй из пяти победительниц из штата Техас в 1980-х годах. Второе место заняла ныне известная актриса — Хэлли Берри.

## Мисс Вселенная
В 1986 году Мисс Вселенная проходивший в городе Панама. Стала первой в предварительном конкурсе, третьей в полуфинальном интервью, первой в выходе купальников и второй в вечерних платьях. Что позволило ей войти в Топ 5, стала Первой Вице Мисс.

## После конкурсов красоты
В 2003 году, она снялась в реалити-шоу Who Wants to Marry My Dad?, где она стала второй.
После урагана Вильма разрушил курортный город Канкун и инфраструктуру. Посетила вновь туристический район в целях содействия развитию туризма: "Канкун, который мы любим, должен быть посещён техасцами, чтобы вернуться к тому, что было когда-то."
Вышла замуж за дантиста Гэри И. Аладифа в октябре 1988 года.В браке родилось три сына: Блейк Клифтон, Стивен Уокер и Корбин Рид. Позже они развелись.